# Weathertech Sportscar Championship 2022
Weathertech Sportscar Championship 2022 är den nionde säsongen av den nordamerikanska racingserien för sportvagnar och GT-bilar, Weathertech Sportscar Championship och sanktioneras av International Motor Sports Association. Säsongen omfattar 12 deltävlingar.

## Tävlingskalender
| Datum         | Bana         | Segrare DPi - Team                                           | Segrare LMP2 - Team                                  | Segrare GTD Pro - Team                      | Segrare GTD - Team                                   |
| Datum         | Bana         | Segrare DPi - Förare                                         | Segrare LMP2 - Förare                                | Segrare GTD Pro - Förare                    | Segrare GTD – Förare                                 |
| ------------- | ------------ | ------------------------------------------------------------ | ---------------------------------------------------- | ------------------------------------------- | ---------------------------------------------------- |
| 29-30 januari | Daytona      | Meyer Shank Racing                                           | DragonSpeed USA                                      | Pfaff Motorsports                           | Wright Motorsports                                   |
| 29-30 januari | Daytona      | Tom Blomqvist Hélio Castroneves Oliver Jarvis Simon Pagenaud | Devlin DeFrancesco Colton Herta Eric Lux Pato O’Ward | Matt Campbell Mathieu Jaminet Felipe Nasr   | Ryan Hardwick Jan Heylen Richard Lietz Zach Robichon |
| 19 mars       | Sebring      | Chip Ganassi Racing                                          | PR1/Mathiasen Motorsports                            | Corvette Racing                             | Cetilar Racing                                       |
| 19 mars       | Sebring      | Earl Bamber Alex Lynn Neel Jani                              | Scott Huffaker Mikkel Jensen Ben Keating             | Nicky Catsburg Antonio García Jordan Taylor | Antonio Fuoco Roberto Lacorte Giorgio Sernagiotto    |
| 9 april       | Long Beach   | Chip Ganassi Racing                                          | Inga deltagare                                       | Heart of Racing Team                        | Paul Miller Racing                                   |
| 9 april       | Long Beach   | Sébastien Bourdais Renger van der Zande                      | Inga deltagare                                       | Ross Gunn Alex Riberas                      | Bryan Sellers Madison Snow                           |
| 1 maj         | Laguna Seca  | WTR - Konica Minolta Acura                                   | Tower Motorsport                                     | Pfaff Motorsports                           | Wright Motorsports                                   |
| 1 maj         | Laguna Seca  | Filipe Albuquerque Ricky Taylor                              | Louis Delétraz John Farano                           | Matt Campbell Mathieu Jaminet               | Ryan Hardwick Jan Heylen                             |
| 15 maj        | Mid-Ohio     | WTR - Konica Minolta Acura                                   | DragonSpeed USA                                      | Inga deltagare                              | Turner Motorsport                                    |
| 15 maj        | Mid-Ohio     | Filipe Albuquerque Ricky Taylor                              | Henrik Hedman Juan Pablo Montoya                     | Inga deltagare                              | Robby Foley Bill Auberlen                            |
| 4 juni        | Belle Isle   | Chip Ganassi Racing                                          | Inga deltagare                                       | Inga deltagare                              | Vasser Sullivan Racing                               |
| 4 juni        | Belle Isle   | Sébastien Bourdais Renger van der Zande                      | Inga deltagare                                       | Inga deltagare                              | Richard Heistand Ben Barnicoat                       |
| 26 juni       | Watkins Glen | WTR - Konica Minolta Acura                                   | PR1/Mathiasen Motorsports                            | Heart of Racing Team                        | Heart of Racing Team                                 |
| 26 juni       | Watkins Glen | Filipe Albuquerque Ricky Taylor                              | Scott Huffaker Mikkel Jensen Ben Keating             | Ross Gunn Alex Riberas                      | Roman De Angelis Ian James Maxime Martin             |
| 3 juli        | Mosport      | Chip Ganassi Racing                                          | Inga deltagare                                       | Pfaff Motorsports                           | Heart of Racing Team                                 |
| 3 juli        | Mosport      | Sébastien Bourdais Renger van der Zande                      | Inga deltagare                                       | Matt Campbell Mathieu Jaminet               | Roman De Angelis Ian James Maxime Martin             |
| 16 juli       | Lime Rock    | Inga deltagare                                               | Inga deltagare                                       | Pfaff Motorsports                           | Paul Miller Racing                                   |
| 16 juli       | Lime Rock    | Inga deltagare                                               | Inga deltagare                                       | Matt Campbell Mathieu Jaminet               | Bryan Sellers Madison Snow                           |
| 7 augusti     | Road America | WTR - Konica Minolta Acura                                   | Era Motorsport                                       | Vasser Sullivan Racing                      | Winward Racing                                       |
| 7 augusti     | Road America | Filipe Albuquerque Ricky Taylor                              | Ryan Dalziel Dwight Merriman                         | Ben Barnicoat Jack Hawksworth               | Philip Ellis Russell Ward                            |
| 28 augusti    | Virginia     | Inga deltagare                                               | Inga deltagare                                       | Pfaff Motorsports                           | Winward Racing                                       |
| 28 augusti    | Virginia     | Inga deltagare                                               | Inga deltagare                                       | Matt Campbell Mathieu Jaminet               | Philip Ellis Russell Ward                            |
| 1 oktober     | Road Atlanta | Meyer Shank Racing                                           | Tower Motorsport                                     | Vasser Sullivan Racing                      | Gradient Racing                                      |
| 1 oktober     | Road Atlanta | Tom Blomqvist Hélio Castroneves Oliver Jarvis                | Rui Andrade Louis Delétraz John Farano               | Ben Barnicoat Jack Hawksworth Kyle Kirkwood | Till Bechtolsheimer Mario Farnbacher Kyffin Simpson  |

## Slutställning
| Klass   | Förare                        | Team                 |
| ------- | ----------------------------- | -------------------- |
| DPi     | Tom Blomqvist Oliver Jarvis   | Meyer Shank Racing   |
| LMP2    | John Farano                   | Tower Motorsport     |
| GTD Pro | Matt Campbell Mathieu Jaminet | Pfaff Motorsports    |
| GTD     | Roman De Angelis              | Heart of Racing Team |